# Niek van Sas
Nicolaas Cornelis Ferdinand (Niek) van Sas (1950) is een Nederlands historicus die gespecialiseerd is in de periode tussen 1750 en het eind van de 19e eeuw.
Van Sas werd geboren in de voormalige Zeeuwse gemeente Wemeldinge, waar zijn vader Cornelis van Sas destijds burgemeester was. Hij studeerde geschiedenis aan de Universiteit van Utrecht. In 1985 promoveerde hij bij J.C. Boogman op het proefschrift Onze natuurlijkste bondgenoot: Nederland, Engeland en Europa 1813-1831. 
Van Sas werd in 1996 benoemd tot hoogleraar Geschiedenis na 1750 aan de Universiteit van Amsterdam. Hij hield zich onder meer bezig met onderzoek naar de politiek en cultuur van West-Europa vanaf de 18e eeuw tot het heden. Ook wording en aard van het 'moderne' Nederland behoorden tot zijn aandachtsvelden. Het belangrijkste werk van Van Sas over de ontstaansgeschiedenis van het hedendaagse Nederland is De metamorfose van Nederland. Van oude orde naar moderniteit 1750-1900 uit 2004. 
In de zomer van 2015 ging Van Sas met emeritaat. In oktober van dat jaar werd hij benoemd tot Officier in de Orde van Oranje-Nassau. Hij ontving de koninklijke onderscheiding uit handen van de Amsterdamse locoburgemeester Eric van der Burg. 